# Sono em animais não humanos

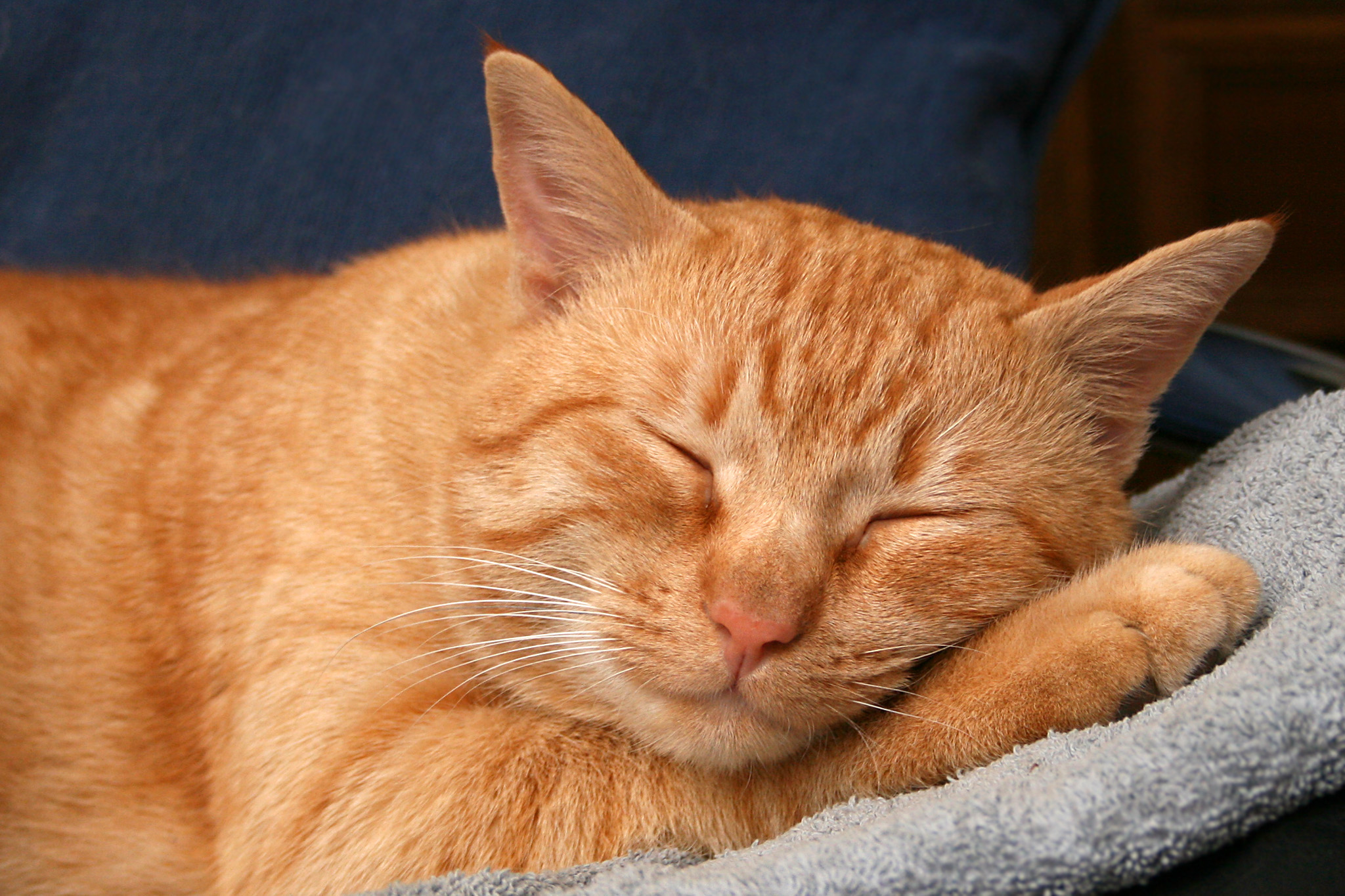
Um gato a dormir. As orelhas eretas e a posição do corpo do gato está a sugerir que ele está experimentando NREM Em REM, as orelhas teriam ficadas para dentro e os músculos esqueléticos teriam sido relaxados devido à paralisia funcional, significando o sono REM.

Sono em animais não-humanos refere-se à forma como o estado comportamental e fisiológica do sono, caracterizada principalmente pela inconsciência reversível, não responsividade a estímulos externos, e passividade motora, aparece em diferentes categorias de animais.
Ratos privados de dormir morrem dentro de um par de semanas, mas a função exata do sono é ainda desconhecida.

## Definição
No sentido fisiológico, o sono é um estado caracterizado por inconsciência reversível, padrões especiais de ondas cerebrais, movimento dos olhos esporádico, perda de tônus muscular (possivelmente com algumas exceções, veja abaixo sobre o sono de pássaros e dos mamíferos aquáticos), e um aumento compensatório depois da privação do estado. No sentido comportamental, o sono é caracterizado pela não responsividade aos estímulos externos, a adoção de uma postura típica, e a ocupação de um local abrigado, tudo o que é normalmente repetido numa base de 24 horas. A definição fisiológica se aplica bem para aves e mamíferos, mas para outros animais (cujo cérebro não é tão complexo), a definição do comportamento é mais freqüentemente usado. Em animais muito simples, as definições de comportamento do sono são os únicos possíveis, e mesmo assim o repertório comportamental do animal pode não ser suficientemente amplo para permitir a distinção entre o sono e a vigília.

## Sono em diferentes espécies

### Sono em invertebrados

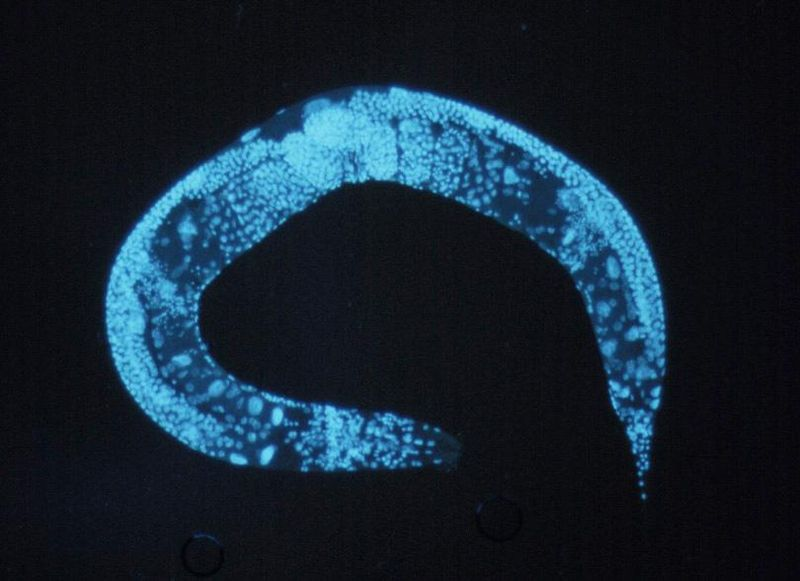
Caenorhabditis elegans é o organismo mais primitivo em que os estados do sono foram observados.

Sono como um fenômeno parece ter muito antigas raízes evolutivas. O nematóide Caenorhabditis elegans é o organismo mais primitivo em que os estados do sono foram observados.
O eletrofisiológico estudo do sono em pequenos invertebrados é complicado. No entanto, mesmo esses animais simples como moscas de frutas parecem dormir, pela perturbação sistemática do que o estado leva. Existem vários métodos de medir funções cognitivas em moscas da fruta. Um método comum é deixar as moscas escolherem se querem voar através de um túnel que leva a uma fonte de luz, ou através de um túnel escuro. Normalmente, as moscas são atraídas pela luz. Mas se açúcar é colocado na extremidade do túnel escuro, e algo a aversão das moscas é colocado na extremidade do túnel de luz, as moscas irão aprender a voar para a escuridão em vez da luz. Moscas privadas de sono exigem um longo tempo para aprender isso e também esquecem mais rapidamente.

### Sono em vertebrados

#### Sono em peixes e répteis
Sono em peixes ainda não foi extensivamente estudado. Algumas espécies que sempre vivem em cardumes ou a nadar continuamente (por causa de uma necessidade da ventilação das brânquias, por exemplo) são suspeitos de nunca dormirem, enquanto outros peixes parecem dormir, no entanto. Por exemplo, peixe-zebra, e a tilápia se tornam imóveis e sem resposta durante a noite.

#### Sono em aves

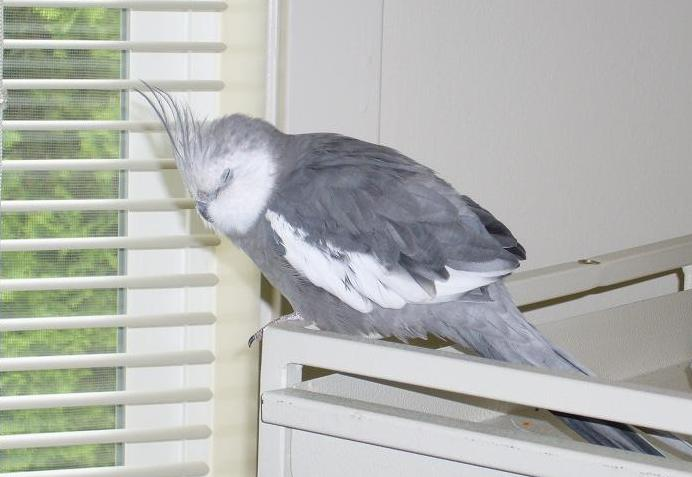

Há semelhanças significativas entre sono em pássaro e sono em mamíferos, que é uma das razões para a ideia de que o sono nos animais superiores, como sua divisão em sono REM e NREM tem evoluído juntamente com o sangue quente nestes. Pássaros compensam a perda de sono de um modo semelhante aos mamíferos, por um metabolismo mais profundo ou mais intenso.
Aves têm tanto o sono REM e NREM, e os modelos de EEG de ambos têm semelhanças com os dos mamíferos.

#### Sono em mamíferos

##### Duração do sono

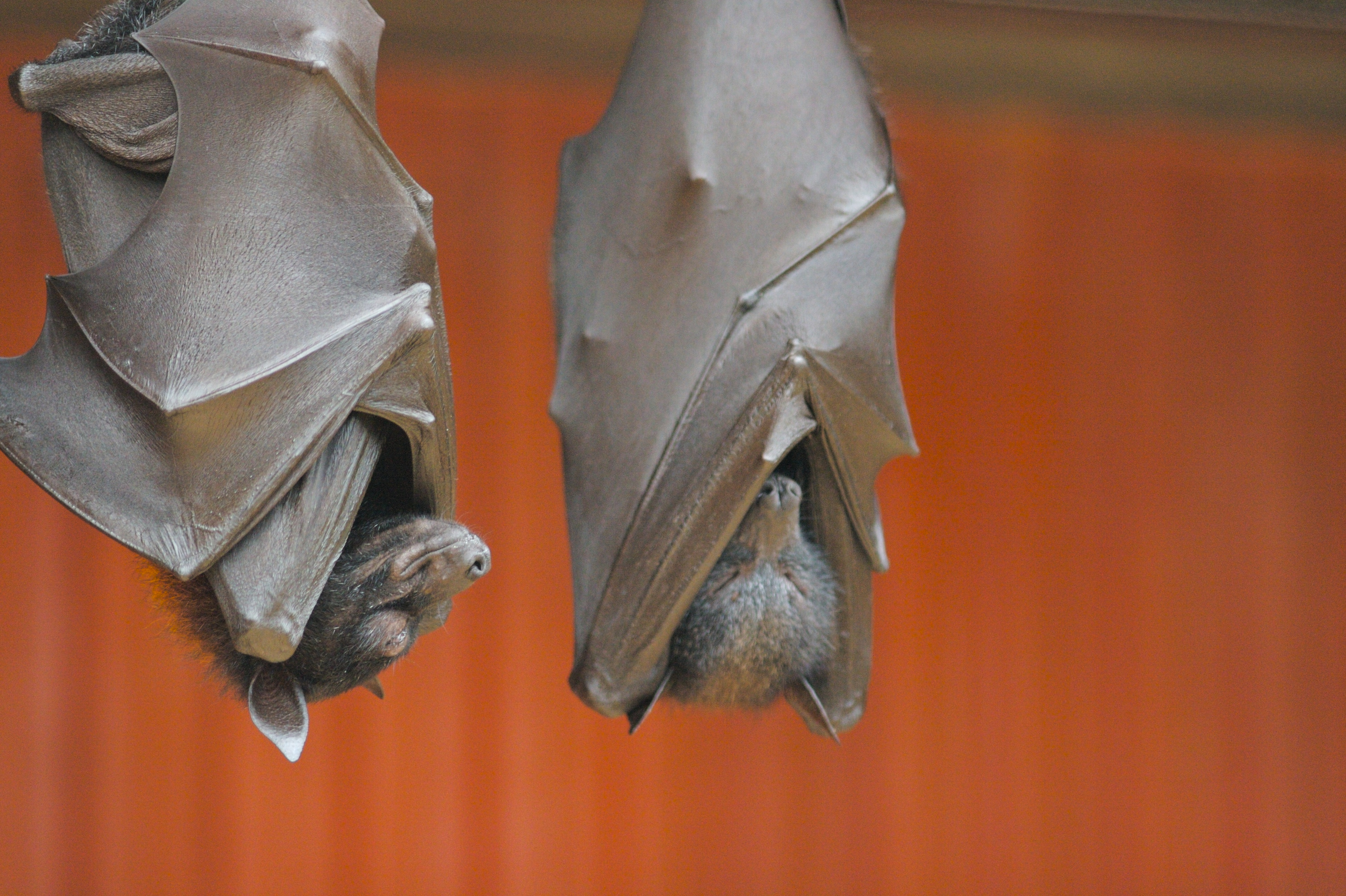
Raposas-voadoras dormindo

Diferentes mamíferos tem sono em quantidades diferentes. Alguns, como os morcegos, dormem de 18 a 20 horas por dia, enquanto outros, incluindo girafas, dormem apenas de 3 a 4 horas por dia. Não pode haver grandes diferenças mesmo entre espécies estreitamente relacionadas. Também pode haver diferenças entre os estudos de laboratório e de campo: por exemplo, os pesquisadores, em 1983, relataram que as preguiças em cativeiro dormiram quase 16 horas por dia, mas em 2008, quando gravadores neurofisiológicos em miniatura foram desenvolvidos para animais selvagens, preguiças na natureza foram encontrado a dormir por apenas 9,6 horas por dia.ref>Rattenborg, N.C., Voirin, B., Vyssotski, A.L., Kays, R.W., Spoelstra, K., Kuemmeth, F., Heidrich, W., and Wikelski, M. (2008) "Sleeping outside the box: electroencephalographic measures of sleep in sloths inhabiting a rainforest", Biology Letters 4: 402–405.</ref>

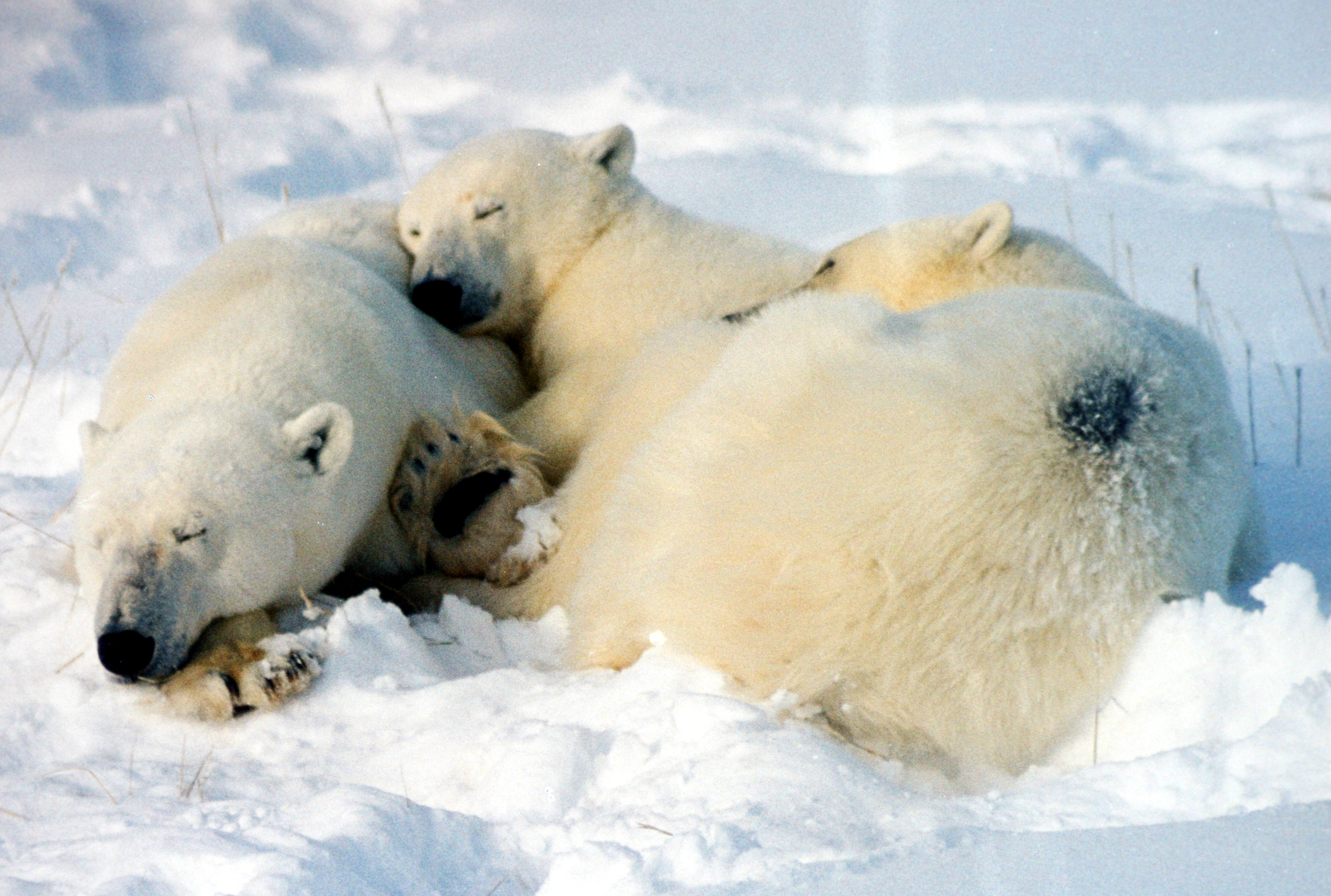
Ursos polares dormindo

Como para as aves, a regra principal para mamíferos (com algumas excepções) é que eles têm duas etapas essencialmente diferentes de sono: REM e sono NREM. Hábitos alimentares de mamíferos estão associados com o seu comprimento de sono. A necessidade diária de sono é maior em carnívoros, inferior em onívoros mais baixa e em herbívoros. Os seres humanos não dormem muito ou muito raramente pouco em comparação com outros mamíferos, mas dormimos menos do que muitos outros onívoros. Muitos herbívoros, como o gado, gastam muito do seu tempo em um estado de sonolência, o que talvez poderia em parte explicar a sua necessidade relativamente baixa para o sono. Em herbívoros, uma correlação direta é aparente entre massa e comprimento sono; grandes mamíferos dormem menos do que as menores. Esta correlação é pensada para explicar a cerca de 25% da diferença na quantidade de sono entre diferentes mamíferos.
Períodos médios comparativos de sono para vários mamíferos (em cativeiro) durante 24 horas
- Cavalos - 2,9 horas
- Elefantes - 3 horas
- Vacas - 4,0 horas
- Girafas - 4,5 horas
- Humanos - 8,0 horas
- Coelhos - 8,4 horas
- Chimpanzés - 9,7 horas
- Raposas vermelhas - 9,8 horas
- Cães - 10,1 horas
- Gatos - 12,5 horas
- Leões - 13,5 horas
- Ornitorrincos - 14 horas
- Esquilos - 15 horas
- Tatus gigantes - 18,1 horas
- Morcegos marrons pequenos - 19,9 horas